# フィクションにおけるユートピアとディストピア
本項目では、フィクションにおけるユートピアとディストピアについて解説する。ユートピア (英語: utopia) およびディストピア (英語: dystopia) に関するフィクションは、社会的・政治的構造を探求するスペキュレイティブ・フィクションのジャンルである。ユートピアを扱ったフィクションは作者のエートスと合致する設定を描き、現実とは異なる理想的な世界のさまざまな特性を通して読者に訴えかけることを意図している。ディストピアを扱ったフィクション（時折黙示文学と組み合わせられるが、正確には異なる）は対照的に作者のエートスとは完全に反する設定を描く。しばしば人間が選択次第で進みうるさまざまな方向のメタファーとしてその両者を組み合わせて用いる小説もあり、結果的に2つの可能性のある未来のうちの1つに行き着く。一般的に、ユートピアやディストピアは共にサイエンス・フィクションや他のスペキュレイティブ・フィクションのジャンルの中によく登場する。定義上、こうしたものが出てくる作品はスペキュレイティブ・フィクションの一種と考えられることが多い。

## サブジャンル

### ユートピア小説
ユートピアという言葉は、1516年に出版されたイギリスの思想家トマス・モアの著作『ユートピア』（Utopia）で初めて直接的な文脈で用いられた。ユートピアという言葉は、ギリシア語の outopos（存在しない場所）と eutopos（良い場所）の両者に類似している。モアはラテン語で書かれた自身の著書の中で理想的な社会のビジョンを打ち出した。タイトルが示唆するように、作中では理想的な国家というものに関する両義的で皮肉な予測が示されている。 
トマス・モア以降のユートピア小説の例として、イングランドの文学者サミュエル・ジョンソンの『幸福の追求　アビニシアの王子ラセラスの物語』（The History of Rasselas, Prince of Abissinia）やイギリスの小説家サミュエル・バトラーの『エレホン』（Erewhon）などが挙げられるが、『エレホン』というタイトルにはnowhere（どこにもない）のアナグラムが用いられている。また、『エレホン』は多くのユートピア文学と同様に風刺作品としても見ることができる。バトラーは病気と犯罪をひっくり返して、前者に罰を与え、後者に治療を施している。英語で書かれたものだけでも1900年までに400以上、20世紀には新たに1000以上のユートピアに関する文学作品が出版された。

### ディストピア小説
ディストピアは大規模な貧困、国民の不信や疑念、警察国家、弾圧などの作者のエートスに完全に反する設定に焦点が当てられた社会である。ほとんどのディストピア小説の作者は、しばしば実社会にある類似した問題に準えて、作中で物事がそうなってしまった理由を少なくとも1つは探求している。ディストピア文学は「それ以外のところでは疑問の余地がない、もしくは当然で避けられないと受け止められてしまう問題のある社会的・政治的な慣習に斬新な見方を示す」ために用いられる。
ディストピアはたいてい現代社会の諸要素に基づいた予想により描かれるようなもので、これは現実の社会にある政治的な課題に対する警告と見ることができる。ロシアの作家エヴゲーニイ・ザミャーチンは、1921に出版した自身の著作『われら』の中で、社会が完全に論理に基づき、機械システムに倣って作られるポスト・アポカリプス的な未来を予測した。イギリスの作家ジョージ・オーウェルが、終わりのない戦争状態にあり、住民はプロパガンダによって制御されているオセアニアを舞台とした小説『1984年』（Nineteen Eighty-Four）を執筆する際、ザミャーチンの『われら』から影響を受けた。『1984年』の中では、ビッグ・ブラザーや二分間憎悪の日課により、自己検閲の風潮があらゆるところに行き渡っている。イギリスの著作家オルダス・ハクスリーの小説『すばらしい新世界』（Brave New World）はユートピア小説のパロディとして始まっており、強制的に納得させられ5つのカーストに分けられた人々が暮らす、産業が栄えた世界に焦点を当てている。もう一人のディストピア文学の大立者として、イギリスの著作家ハーバート・ジョージ・ウェルズが挙げられるが、ウェルズが1895年に出版した小説『タイム・マシン』（The Time Machine）もまた広くディストピア文学のプロトタイプとして考えられている。
1962年に出版されたイギリスの小説家アンソニー・バージェスの小説『時計じかけのオレンジ』（A Clockwork Orange）は、若者の間で過激な暴力行為が蔓延する未来のイングランドを舞台にしていて、気まぐれに主人公の性格を変えようとする国家で主人公が経験することについて詳述している。カナダの作家マーガレット・アトウッドの小説『侍女の物語』（The Handmaid's Tale）では、全体主義的な神権政治によって支配された未来のアメリカが描かれていて、そこでは女性の権利が剥奪されている。 
ヤングアダルト向けのディストピア小説として、アメリカの小説家スーザン・コリンズの『ハンガー・ゲーム』（The Hunger Games）シリーズ、アメリカの作家ヴェロニカ・ロスの『ダイバージェント』（Divergent）シリーズ、アメリカの小説家ジェームズ・ダシュナーの『メイズ・ランナー』（The Maze Runner）、アメリカのSF作家スコット・ウエスターフェルドの『アグリーズ』（Uglies）シリーズなどが挙げられる。

## ディストピア小説の歴史
ディストピア文学の歴史は、1789年のフランス革命に対する反応や衆愚政治が独裁政治を生み出す見込みにまで遡ることができる。20世紀後半までディストピア文学はたいてい反全体主義的であった。ディストピア小説はユートピア小説に対する反応として現れたとされている。キース・ブッカーはイギリスの小説家E・M・フォースターの「機械は止まる」（The Machine Stops）、ザミャーチンの『われら』、ハクスリーの『すばらしい新世界』を「現実世界の社会的・政治的問題との鮮明な関わりと、焦点が当てられている社会への批判の範囲において、ディストピア小説というジャンルを決定づけた偉大なテキスト」であると主張している。
現代のディストピア小説では全体主義政府や無政府主義だけではなく、公害、地球温暖化、気候変動、健康、経済、テクノロジーなどのテーマも用いられる。これらのテーマはヤングアダルト向けの文学のジャンルでよく見られる。

### ディストピア小説の例
英語版のディストピア小説およびディストピア映画の一覧も参照。
- ジュール・ヴェルヌ『二十世紀のパリ』（1865年）
- H・G・ウェルズ『タイム・マシン』（1896年）『モダン・ユートピア』（1905年）『解放された世界（英語版）』（1914年）
- カレル・チャペック『R.U.R.』（1920年）
- フランツ・カフカ『審判』(1925年)
- エヴゲーニイ・ザミャーチン『われら』（1927年）
- オルダス・ハクスリー『すばらしい新世界』（1932年）『猿とエッセンス』（1948年）
- 海野十三『十八時の音楽浴』（1937年）
- アーサー・ケストラー『真昼の暗黒』（1940年）
- ホルヘ・ルイス・ボルヘス『トレーン、ウクバール、オルビス・テルティウス』（1941年）- 基本的には幻想小説。ただ一つの主体に全てが帰される偽の世界が、現実世界を浸食するディストピア化の過程にもなっている。
- ジョージ・オーウェル『動物農場』（1945年）『1984年』（1949年）
- 安部公房『壁』（1951年）『R62号の発明』（1953年）『第四間氷期』（1958年）
- レイ・ブラッドベリ『華氏451度』（1953年）
- アルフレッド・ベスター『分解された男』（1953年）
- ウィリアム・ゴールディング『蝿の王』（1954年）
- 沼正三『家畜人ヤプー』（1956年）
- ロバート・シルヴァーバーグ『生と死の支配者』（1957年）
- ウォルター・M・ミラー・ジュニア『黙示録3174年』（1959年）
- アントニー・バージェス『時計じかけのオレンジ』（1962年）『見込みない種子』（1962年）
- フィリップ・K・ディック『高い城の男』（1962年）『アンドロイドは電気羊の夢を見るか?』（1968年）
- ジェームズ・クラベル『23分間の奇跡』（1963年）
- アーシュラ・K・ル＝グウィン『オメラスから歩み去る人々』（1974年）
- 星新一『白い服の男』 （1968年）『生活維持省』 （1971年）『処刑』(1972年)
- スティーヴン・キング（リチャード・バックマン名義）『死のロングウォーク』（1979年）『バトルランナー』（1982年）
- マーガレット・アトウッド『侍女の物語』（1985年）
- P・D・ジェイムズ『人類の子供たち』（1992年）
- ロバート・ハリス『ファーザーランド』（1992年）
- ロイス・ローリー『ザ・ギバー 記憶を伝える者』（1993年）
- 夏見正隆『レヴァイアサン戦記』（1994-1996年）『わたしのファルコン』（1995-1996年）
- ニール・スティーヴンスン『ダイヤモンド・エイジ』（1995年）
- ティム・ラヘイ、ジェリー・ジェンキンズ『レフトビハインド』（1995-2007年）
- 高見広春『バトル・ロワイアル』（1999年）[13]
- 京極夏彦『ルー=ガルー 忌避すべき狼』（2001年）
- 山田悠介『リアル鬼ごっこ』（2001年）『特別法第001条DUST』（2006年)『ニホンブンレツ』（2009年）『メモリーを消すまで』（2010年）
- あさのあつこ『NO.6』（2003-2011年: 全9巻）
- デイヴィッド・ミッチェル『クラウド・アトラス』（2004年）
- 池上永一『シャングリ・ラ』（2004年）
- カズオ・イシグロ『わたしを離さないで』（2005年）
- 有川浩『図書館戦争』（2006-2007年: 全4巻）
- 伊藤計劃『虐殺器官』（2007年）『ハーモニー』（2008年）
- 貴志祐介『新世界より』（2008年）
- ステファニー・メイヤー『ザ・ホスト』（2008年）
- スーザン・コリンズ『ハンガー・ゲーム』（2008年）

### 組み合わせ
ユートピアとディストピア両方の要素を組み合わせた作品もある。イングランド系アイルランド人の風刺作家ジョナサン・スウィフトの『ガリヴァー旅行記』（Gulliver's Travels）は良い社会（や悪い社会）という考え方に全体として深く踏み込んでいるため、時折ユートピア文学（やディストピア文学）と結び付けられる。レミュエル・ガリヴァーが訪れる国々の中で、ブロブディンナグやフウイヌムの国はほぼユートピアに等しい。一方、他の国々はディストピア的な要素が強い。

### エコトピア小説
エコトピア小説の中では、環境保全や環境破壊を中心に展開するユートピア、もしくはディストピアの世界のどちらかが描かれる。

### フェミニズム的ユートピア
このサブジャンルとして、フェミニズム的ユートピア文学が存在する。これはフェミニストSFと部分的に重複するところがある。作家のサリー・ミラー・ギアハートによると、「フェミニズム的ユートピア小説は、(a) 現在から離れた時空で理想のものとして思い描かれる社会と現在を対置するもの、 (b) 現在の価値や状況に対する包括的批判を行うもの、 (c) 現代社会の病巣の主要要因を男性や男性中心的制度に見いだすもの、 (c) 生殖機能について、女性を単なる男性と同等の参画者ではなく唯一の仲裁者と扱うもの」に分かれる。
ユートピアにおいては、社会的構築物あるいは生得的な責務として描かれるジェンダーの影響が探求される。 メアリ・ジェントルのGolden Witchbreedやドリス・レッシングのThe Marriages Between Zones Three, Four and Fiveなどがこうした小説の例にあげられる。 エリザベト・マン・ボルゲーゼの『私自身のユートピア』 (1961) では、ジェンダーは存在するが、性別ではなく年齢に依存しており、ジェンダーのない子供が大人になって女性になり、そのうち最終的には男になる者もいる。
ジェンダーがひとつしか存在しない社会を描くユートピア文学もある。シャーロット・パーキンス・ギルマンの『フェミニジア』 (1915)は女性だけの社会を描いており、ジョアンナ・ラスのA Few Things I Know About Whileawayでは二分化されたジェンダーがなくなっている設定である。この種のフェミニズム的ユートピアについては影響力のある著作が1970年代に多数執筆された。最もよく研究されている例としては、ジョアンナ・ラスの『フィーメール・マン』 やスージー・マッキー・チャーナスのThe Holdfast Chroniclesなどがある。こうした世界はレズビアンやフェミニストの作家により描かれることが多いが、その社会は必ずしも女性の同性愛を描いているわけではなく、全く性的要素がないものもある。ギルマンの『フェミニジア』は性のない社会を描いた著名な初期の例である。 シャーリーン・ボールはWomen's Studies Encyclopediaで、ジェンダーロールをスペキュレイティブ・フィクションにおける探求に用いるのはヨーロッパその他の地域よりもアメリカ合衆国で盛んだと指摘している。男性作家が描くユートピアにおいては、一般的に性別による分離よりは両性の平等が取り入れられている。
フェミニズム的なディストピア小説の例としては、神権政治による女性の権利の抑圧を描いたマーガレット・アトウッドの『侍女の物語』(The Handmaid's Tale、1985)がしばしば代表例としてあげられる。アトウッド本人は、本作を必ずしも「フェミニストディストピア」小説として書いたつもりはないことを述べているが、一方でこの小説はよく「極めて影響力の高いフェミニズム的テクスト」として論じられる。本作は2017年にHuluにより『ハンドメイズ・テイル/侍女の物語』としてドラマ化された。

## 文化的影響
フランスの思想家エティエンヌ・カベの『イカリア島への旅』（Travels in Icaria）に影響を受けた支持者グループは1848年にフランスから離れ、テキサス、イリノイ、アイオワ、カリフォルニアなどで一連のユートピア的な定住を始めるためアメリカへと渡った。これらのグループは共同生活を行い、1898年まで存続した。